# Альянс американского футбола
Альянс американского футбола, ААФ (англ. Alliance of American Football, AAF) — профессиональная лига по американскому футболу, действовавшая на территории США в 2019 году. Лига основана 20 марта 2018 года продюсером Чарли Эберсолом и Биллом Полианом, бывшим генеральным менеджером ряда клубов НФЛ. Старт первого сезона состоялся 9 февраля 2019 года. Однако 17 апреля 2019 года лига оказалась банкротом, так и не разыграв звание чемпиона. Весь инвентарь лиги был реализован с аукциона в июле 2019 года. Лот приобрёл учредитель нового турнира XFL Джерри Курц.

## История
20 марта 2018 года продюсер и режиссёр Чарли Эберсол объявил о создании Альянса американского футбола. Для помощи в управлении организацией Эберсол привлёк бывшего топ-менеджера команд НФЛ Билла Полиана, в последнее время работавшего аналитиком ESPN. За работу с игроками будет отвечать бывший сэйфти «Питтсбург Стилерз» Трой Поламалу. Отвечать за футбольные операции будет Джон Маккей, в прошлом игрок «Тампы-Бэй» и функционер спортивной команды Университета Южной Калифорнии. В число советников руководства новой лиги также вошли отец Чарли Дик Эберсол и бывшие игроки НФЛ Хайнс Уорд и Джастин Так. Инвесторами организации стали экс-игрок НФЛ Джаред Аллен, Founders Fund Питера Тиля и компания The Chernin Group.
Эберсол также объявил о том, что телеканал CBS будет транслировать первую игру сезона, финал и один матч каждого тура. Планируется что другие игры будут доступны в мобильном приложении, как и возможность играть в фэнтези-футбол. По мнению руководства, это должно помочь привлечь болельщиков, которые перестают играть в фэнтези с окончанием сезона в НФЛ. 4 февраля 2019 года руководство лиги объявило, что, кроме телеканала CBS, трансляции матчей будут вестись на канале TNT, pay-per-view сервисе сайта Bleacher Report и в сети NFL Network.
В чемпионате будут выступать восемь команд, принадлежащих и управляющихся самой лигой. Заявка каждого клуба будет включать пятьдесят игроков, в основном представляющих те же регионы, что и команды. В первую очередь интерес для клубов будут представлять игроки чемпионата NCAA, не пробившиеся в состав клубов НФЛ. Система территориального драфта сходна с той, что применялась в НБА до 1960 года. Обозреватель ESPN Джереми Фаулер высказал мнение, что новая организация может стать своеобразной лигой развития для НФЛ, схожей с аналогичной в НБА, и это отличает её от ранее действовавших USFL и XFL.
7 апреля 2018 года было объявлено, что первая команда новой лиги будет базироваться в Орландо. Главным тренером клуба назначен член Зала славы студенческого футбола Стивен Сперриер. В число оставшихся семи городов вошли Атланта, Бирмингем, Мемфис, Финикс, Солт-Лейк-Сити, Сан-Диего и Сан-Антонио. 14 сентября лига объявила, что контракты с клубами на первый сезон подписало 363 игрока. Игроки подписывают с командами трёхлетние контракты с зарплатой 250 000 долларов в год.
Расписание игр регулярного чемпионата было опубликовано 16 октября 2018 года. Сезон стартовал 9 февраля 2019 года матчами «Орландо Аполлос» — «Атланта Леджендс» и «Сан-Антонио Коммандерс» — «Сан-Диего Флит». Продолжительность регулярного чемпионата составит десять недель, команды проведут сорок матчей. По итогам турнира по две лучших команды из каждой конференции выйдут в плей-офф. Финальный матч будет сыгран 27 апреля на «Сэм Бойд Стэдиум» в Лас-Вегасе.
В ноябре лига провела драфт квотербеков. Каждый клуб имел возможность защитить «квотербека» своей команды либо выбрать спортсмена из другой. Невыбранные квотербеки, в соответствии с политикой распределения игроков лиги, приписывались к одному из клубов в зависимости от оконченного учебного заведения или последнего клуба, за который они играли в НФЛ или КФЛ.
19 февраля 2019 года в спортивных СМИ появились сообщения, что после первой игровой недели лига была близка к банкротству из-за задержек заработной платы ряду игроков. Руководство ААФ объяснило сбой административными причинами. Также сообщалось, что 250 млн долларов в лигу вложит бизнесмен Том Данден, владелец клуба НХЛ «Каролина Харрикейнс», который займёт пост председателя совета директоров лиги.
2 апреля 2019 года многочисленные источники сообщили, что Томас Дандон, контролирующий владельца AAF, подтвердил свои заявления, сделанные на предыдущей неделе, и приостановил деятельность AAF вопреки воле его основателей. К концу недели фронт-офис AAF подтвердил приостановку операций и позволил игрокам отказаться от своих контрактов, чтобы подписать контракты с другими лигами.

## Отличия от НФЛ
- Ростеры команд включают в себя пятьдесят человек, выбирать которых клубы будут по принципу территориального драфта. За каждой командой лиги закреплены не менее пять колледжей, одна команда из Канадской футбольной лиги и четыре клуба НФЛ. Из закреплённого за клубом региона можно будет выбрать только одного квотербека[12];
- Во время телевизионных трансляций не будет рекламных тайм-аутов, а общее время показа рекламы будет на 60 % меньше, чем в НФЛ. Это призвано сократить среднее время трансляций до 150 минут[7];
- Отменены экстра-пойнты, команда обязана сделать попытку занести двухочковый тачдаун[20];
- С целью снижения травматизма отменён кик-офф, каждая половина игры и владение для команд начинается на отметке 25 ярдов на своей половине поля[20];
- Время на ввод мяча в игру сокращено до 35 секунд[21];
- Атаковать квотербека разрешено не более чем пятью игроками, которым запрещается пересекать линию скримиджа шире, чем в 2 ярдах от крайнего линейного нападения и стартовать глубже, чем с 5 ярдов от линии скримиджа. Нарушение данного правила наказывается 15 ярдами[21];
- Отменён онсайд-кик, вместо него команда, проигрывающая в счёте 17 очков, может попытаться сохранить владение мячом, введя его в игру с отметки 28 ярдов своей половины поля. Для сохранения мяча игрокам нападения необходимо набрать 12 ярдов. Такой розыгрыш также разрешено проводить когда до конца игры остаётся пять и менее минут. Онсайд-конверсия разрешается после набора очков с помощью сэйфти, мяч устанавливается на отметку 18 ярдов своей половины поля[21];
- В овертайме команды получают по одному владению, мяч вводится в игру на отметке 10 ярдов половины поля соперника. Пробитие филд-гола запрещено. Матч регулярного чемпионата может завершиться вничью, в плей-офф овертайм играется до выявления победителя[21];
- В состав бригады арбитров входит дополнительный судья — скай-джадж (англ. Sky Judge), в обязанности которого входит пересмотр игровых моментов. В любой момент игры он имеет право сообщить по радиосвязи главному арбитру матча об ошибках при определении умышленной грубости[21].

## Клубы
Официальные названия и логотипы четырёх клубов были представлены лигой 20 сентября 2018 года. Ещё четыре команды были презентованы 25 сентября:
| Клуб                   | Город          | Главный тренер | Стадион                                 | Вместимость |
| ---------------------- | -------------- | -------------- | --------------------------------------- | ----------- |
| Орландо Аполлос        | Орландо        | Стив Сперриер  | «Спектрум Стэдиум»                      | 44 206      |
| Атланта Леджендс       | Атланта        | Кевин Койл     | «Джорджия Стейт Стэдиум»                | 24 333      |
| Мемфис Экспресс        | Мемфис         | Майк Синглтери | «Либерти Боул Мемориал Стэдиум»         | 58 207      |
| Солт-Лейк Стэллионс    | Солт-Лейк-Сити | Деннис Эриксон | «Райс-Экклс Стэдиум»                    | 45 807      |
| Аризона Хотшотс        | Темпе          | Рик Нухейзел   | «Сан Девил Стэдиум»                     | 57 078      |
| Сан-Диего Флит         | Сан-Диего      | Майк Мартц     | «Сан-Диего Каунти Кредит Юнион Стэдиум» | 70 561      |
| Бирмингем Айрон        | Бирмингем      | Тим Льюис      | «Легион Филд»                           | 71 594      |
| Сан-Антонио Коммандерс | Сан-Антонио    | Майк Райли     | «Аламодоум»                             | 64 000      |

## Сезон 2019
Регулярный чемпионат лиги начался 9 февраля двумя матчами. Последние игры состоятся 14 апреля. По итогам чемпионата по две команд из каждой конференции выйдут в плей-офф. Полуфиналы пройдут 20—21 апреля. Финальная игра состоится 27 апреля в Лас-Вегасе.

### Положение команд
|                       | \| Восточная конференция \| \| \| \| \| \| \| \| Место \| Клуб \| В \| П \| Н \| %П \| Конф. \| \| 1 \| Орландо Аполлос \| 5 \| 0 \| 0 \| 100,0 \| 3—0—0 \| \| 2 \| Бирмингем Айрон \| 3 \| 2 \| 0 \| 60,0 \| 2—1—0 \| \| 3 \| Атланта Леджендс \| 2 \| 3 \| 0 \| 40,0 \| 1—2—0 \| \| 4 \| Мемфис Экспресс \| 1 \| 4 \| 0 \| 20,0 \| 0—3—0 \| |   |   |   |       |       |
| Восточная конференция | |   |   |   |       |       |
| Место                 | Клуб | В | П | Н | %П    | Конф. |
| 1                     | Орландо Аполлос | 5 | 0 | 0 | 100,0 | 3—0—0 |
| 2                     | Бирмингем Айрон | 3 | 2 | 0 | 60,0  | 2—1—0 |
| 3                     | Атланта Леджендс | 2 | 3 | 0 | 40,0  | 1—2—0 |
| 4                     | Мемфис Экспресс | 1 | 4 | 0 | 20,0  | 0—3—0 |

| Восточная конференция |                  |   |   |   |       |       |
| Место                 | Клуб             | В | П | Н | %П    | Конф. |
| 1                     | Орландо Аполлос  | 5 | 0 | 0 | 100,0 | 3—0—0 |
| 2                     | Бирмингем Айрон  | 3 | 2 | 0 | 60,0  | 2—1—0 |
| 3                     | Атланта Леджендс | 2 | 3 | 0 | 40,0  | 1—2—0 |
| 4                     | Мемфис Экспресс  | 1 | 4 | 0 | 20,0  | 0—3—0 |

| Западная конференция |                        |   |   |   |      |       |
| Место                | Клуб                   | В | П | Н | %П   | Конф. |
| 1                    | Сан-Антонио Коммандерс | 3 | 2 | 0 | 60,0 | 2—1—0 |
| 2                    | Сан-Диего Флит         | 3 | 2 | 0 | 60,0 | 2—1—0 |
| 3                    | Аризона Хотшотс        | 2 | 3 | 0 | 40,0 | 1—2—0 |
| 4                    | Солт-Лейк Стэллионс    | 1 | 4 | 0 | 20,0 | 1—2—0 |

| Западная конференция |                        |   |   |   |      |       |
| Место                | Клуб                   | В | П | Н | %П   | Конф. |
| 1                    | Сан-Антонио Коммандерс | 3 | 2 | 0 | 60,0 | 2—1—0 |
| 2                    | Сан-Диего Флит         | 3 | 2 | 0 | 60,0 | 2—1—0 |
| 3                    | Аризона Хотшотс        | 2 | 3 | 0 | 40,0 | 1—2—0 |
| 4                    | Солт-Лейк Стэллионс    | 1 | 4 | 0 | 20,0 | 1—2—0 |

### Лучшие игроки недели
| Неделя | Нападение       | Нападение | Нападение              | Защита         | Защита | Защита          | Спецкоманды     | Спецкоманды | Спецкоманды     | Ссылка |
| Неделя | Игрок           | Амплуа    | Команда                | Игрок          | Амплуа | Команда         | Игрок           | Амплуа      | Команда         | Ссылка |
| ------ | --------------- | --------- | ---------------------- | -------------- | ------ | --------------- | --------------- | ----------- | --------------- | ------ |
| 1      | Джон Уолфорд    | QB        | Аризона Хотшотс        | Терренс Гарвин | LB     | Орландо Аполлос | Ник Новак       | K           | Бирмингем Айрон | [ 25 ] |
| 2      | Гаррет Гилберт  | QB        | Орландо Аполлос        | Кит Ризер      | CB     | Орландо Аполлос | Джамар Саммерс  | CB          | Бирмингем Айрон | [ 26 ] |
| 3      | Джакуан Гарднер | RB        | Сан-Диего Флит         | Эй Джей Тарпли | LB     | Сан-Диего Флит  | Колтон Шмидт    | P           | Бирмингем Айрон | [ 27 ] |
| 4      | Кеннет Фэрроу   | RB        | Сан-Антонио Коммандерс | Эндрю Джексон  | LB     | Мемфис Экспресс | Остин Макгиннис | K           | Мемфис Экспресс | [ 28 ] |